# Râul Vâlceaua Pietrei
Râul Vâlceaua Pietrei este un curs de apă, afluent al râului Provița. 

## Hărți
- Harta județului Prahova